# Петров Олександр Володимирович
Олександр Володимирович Петров (25 жовтня 1891, село Мошник Тверської губернії, тепер Кувшиновського муніципального округу Тверської області, Російська Федерація — 1978, місто Москва, тепер Російська Федерація) — радянський діяч, вчений в галузі селекції плодових і ягідних культур, завідувач відділу селекції Московської плодово-ягідної дослідної станції «Загір'я» Ленінського району Московської області. Доктор біологічних наук, заслужений діяч науки РРФСР. Депутат Верховної Ради СРСР 4-го скликання.

## Життєпис
Народився в родині селянина-середняка. Закінчив гімназію міста Торжок Тверської губернії.
Потім закінчив Московську сільськогосподарську академію і якийсь час працював там же на кафедрі плодівництва.
З 1924 року — старший науковий співробітник, завідувач відділу селекції Московської плодово-ягідної станції, потім викладав у Студенецькому садово-городньому технікумі.
У 1931—1936 роках працював на Селекційно-генетичній станції плодових культур (з 1934 року — Центральна генетична лабораторія імені Мічуріна).
У 1936—1960 роках — науковий співробітник, завідувач відділу селекції Московської плодово-ягідної дослідної станції «Загір'я» Ленінського району Московської області. Постановою Ради міністрів РРФСР від 8 вересня 1960 року станцію було перетворено на Науково-дослідний зональний інститут садівництва нечорноземної смуги РРФСР. Там Олександр Петров працював старшим науковим співробітником, з 1967 року — консультантом.
Вивів 25 сортів плодових та ягідних культур, у тому числі суниці — 5, яблуні — 12, аґрусу — 3, груші — 5.
Помер 1978 року.

## Основні праці
- Сорта плодовых и ягодных культур: Для сред. полосы Европ. части СССР / Лауреат Сталинской премии канд. с.-х. наук А. В. Петров, К. А. Ширяева, лауреат Сталинской премии В. А. Ефимов [и др.] ; Моск. плодовоягодная опыт. станция М-ва сельского хозяйства РСФСР. 2-е изд., испр. и доп. Москва : Сельхозгиз, 1951. 456 с., 17 л. ил. : ил.; 23 см. (рос.)
- Рождение сорта: Заметки селекционера / А. В. Петров, лауреат Сталинской премии. Москва: Московский рабочий, 1951. 80 с., 1 л. портр. : ил.; 20 см. (рос.)
- Селекция плодовых и ягодных культур [Текст] / А. В. Петров, Н. К. Смольянинова. Москва: Московский рабочий, 1953. 52 с. : ил.; 17 см. (Б-чка садовода-любителя) (рос.)
- Crearea unui soi nou / A. V. Petrov. Bucureşti : Ed. agro-silvică de stat, 1953. 89 с. : ил., портр.; 20 см.

## Нагороди
- орден Трудового Червоного Прапора
- орден «Знак Пошани»
- Сталінська премія ІІІ ст. (1946)
- Заслужений діяч науки РРФСР